# António Ferreira Gomes
António Ferreira Gomes GCSE • GCL (Milhundos, Penafiel, 10 de maio de 1906 – Ermesinde, Valongo, 13 de abril de 1989) foi um religioso católico português, bispo das dioceses de Portalegre (1948–1952) e do Porto (1952–1982).

## Biografia

### As origens
Nasceu na freguesia de Milhundos (Penafiel) a 10 de maio de 1906. Milhundos é uma pequena terra rural atravessada por um riacho, o Cavalum, que dá fertilidade às breves encostas companheiras do seu percurso. Era o quarto de nove filhos de Manuel Ferreira e Albina de Jesus, lavradores relativamente abastados do lugar de Quintela.

### A formação
Teve educação firme, solidificada na disciplina e pautada pela honra. Entrou para o seminário a 16 de outubro de 1916. O facto de ter um tio padre e cónego motivava-o para abraçar a vida de serviço à Igreja. Acabaria os estudos filosófico-teológicos em Roma, na Pontifícia Universidade Gregoriana, entre 1925 e 1928.

### Os primeiros anos do sacerdócio
Aos 22 anos é presbítero (22 de setembro de 1928), sendo ordenado na Torre da Marca, por D. António Augusto de Castro Meireles. É logo depois nomeado prefeito e diretor de disciplina no Seminário de Vilar. Por impedimento do seu tio, cónego Ferreira Gomes, em 1936, iria ser vice-reitor com funções de Reitor. Em junho de 1936, é feito cónego da Sé do Porto, juntamente com Manuel Valente e Sebastião Soares de Resende. A ele se deve a colocação de duas máximas nas paredes do Seminário de Vilar: “De joelhos diante de Deus, de pé diante dos homens” e “Fostes resgatados por grande preço, não queirais tornar-vos servos dos homens” (1Cor 7, 23).
A vinda para o Porto de D. Agostinho de Jesus e Sousa, em agosto de 1942, depois dos problemas atribulados surgidos na diocese, foi ocasião para relações de colaboração cordial entre o diretor de Vilar e do novo bispo portuense.

### Bispo em Portalegre
Em 15 de janeiro de 1948, ano da proclamação da Declaração Universal dos Direitos Humanos, dos quais foi insistente defensor, o Papa Pio XII nomeia-o bispo e coadjutor de Portalegre, com direito a sucessão.

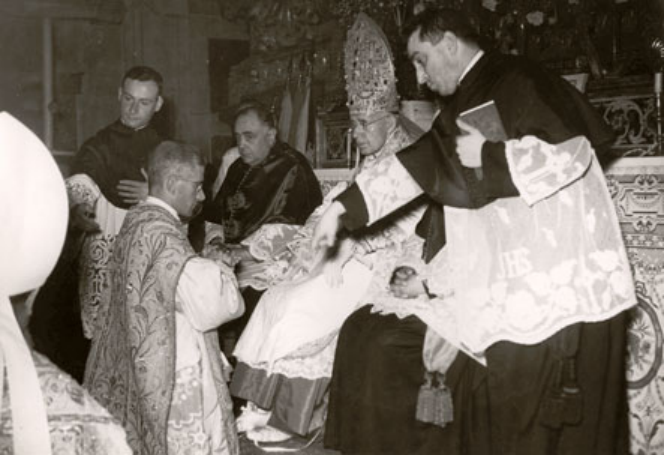
Ordenação episcopal de D. António Ferreira Gomes por D. Agostinho de Jesus e Sousa em 1948

É ordenado na Sé do Porto a 2 de maio de 1948, dia de Santo Atanásio de Alexandria. Preside à celebração D. Agostinho de Jesus e Sousa, sendo ladeado por D. António Valente da Fonseca, bispo de Vila Real, e D. Manuel Maria Ferreira da Silva, bispo titular de Gurza. Tomou posse a 25 de maio.
Pela morte de D. Domingos Frutuoso, a 6 de junho de 1949, é nomeado Bispo de Portalegre e aí prossegue o contacto com a realidade do Alentejo, que estuda, como testemunha o seu então secretário particular, P. José Geraldes Freire. O outro secretário seria o P. Elias Lopes, que o acompanharia durante alguns meses no Porto. De facto, a experiência alentejana iria durar pouco. A sua sensibilidade para com os problemas sociais vem ao de cima desde a primeira hora, perante a situação do proletariado alentejano. Sonhou constituir uma associação agrária de inspiração cristã, com base na doutrina social da Igreja, para apresentar soluções para os graves problemas aí vividos e, juntamente com as necessidades económicas, atender aos valores morais.
O proprietário e engenheiro agrónomo José Adriano Pequito Rebelo, lançou, em março de 1949, um apelo ao novo bispo para que se fizesse defensor da criação de uma irmandade dos proprietários alentejanos de Lisboa, junto dos bispos vizinhos de Évora e Beja. António Ferreira Gomes contrapõe razões à ideia de Pequito: era o bispo mais novo para tomar iniciativas em todo o Alentejo, tinha prioridades pastorais como a construção do Seminário, a associação não devia valorizar os absentistas. Perante esta resposta, Pequito advoga que não vale a pena deitar mãos à criação da associação como D. António a concebera. De facto, a ideia foi sendo trabalhada. Em 1951, nasce a Ação Católica Agrária, animada pelo engenheiro Nuno Vaz Pinto, e cria-se uma Fraternidade Operária, inaugurada a 8 de abril de 1951, com operários de toda a diocese. Os poucos anos de contacto com as gentes do Alentejo foram suficientes para criar no bispo um carinho e um apreço muito especiais.

### Bispo do Porto
A 13 de julho de 1952, é nomeado bispo do Porto. Toma posse por procuração a 14 de setembro e entra solenemente no dia 12 de outubro, uma vez que continuou como Administrador Apostólico de Portalegre até à tomada de posse do sucessor, D. Agostinho Lopes de Moura, a 2 de maio de 1953.
De 1952 a 1958, notabilizou-se pela atenção à miséria social do povo português, pela crítica do corporativismo do Estado e pela exigência de livre expressão do pensamento e da ação política.

### A «carta a Salazar»
A seguir à campanha do General Humberto Delgado para a Presidência da República, tornou-se conhecido o pró-memória, enviado pelo bispo do Porto a Oliveira Salazar para anteceder uma conversa que este desejou. É conhecido erradamente como Carta a Salazar (13 de julho de 1958). Ao terminar o pró-memória para uma conversa com Salazar, lançou quatro perguntas relativas às possíveis objeções que o Estado teria à acção da Igreja e dos católicos. Com estas questões, não pretende qualquer favor e declara: “antes, pelo contrário, penso que se não forem capazes de aguentar o desfavor e a animosidade do Poder, pouco podem merecer o respeito e a liberdade. Apenas sugiro e peço, mas isso com toda a nitidez e firmeza, o respeito, a liberdade e a não-discriminação devidos ao cidadão honesto em qualquer sociedade civil.»
O texto começou a circular, devido a inconfidências de um amigo de D. António e de um ministro de Salazar, causando grande polémica nos jornais.

### O exílio
Certo é que, saindo do país a 24 de julho de 1959, por ser aconselhado a retirar-se uns tempos para férias, é depois proibido de entrar. Vê-se forçado a um exílio de dez anos, iniciado em Vigo e depois continuado em Santiago de Compostela, Valência — onde colabora na ação Pastoral —, Lourdes, Ciudad Rodrigo e Salamanca. Nestes locais, recebe frequentes visitas de amigos e apoio da diocese do Porto, que soube ser fiel e digna no exílio do seu bispo.
Durante o Concílio está em Roma, é membro da Comissão dos Seminários e Estudos, e participa na aula conciliar com intervenções de interesse, relativas ao esquema dos bispos, do ecumenismo, da Igreja no mundo e da liberdade religiosa (1963–1965), talvez esta a mais pertinente. Juntamente com o portuense D. Sebastião Soares de Resende, tem as intervenções mais relevantes da presença portuguesa no Concílio Vaticano II.

### O regresso
No ano de 1969, devido a diligências da ala liberal, em colaboração com padres diocesanos atuantes junto da Nunciatura, Marcello Caetano autoriza a sua entrada em Portugal. Agora é o esforço de retomar e de redescobrir a diocese e de a reestruturar no estilo do Concílio. A sua preocupação dominante de pastor foi a doutrinação e a criação de organismo de correspondência eclesial.
Não deixa de ser uma figura incómoda e polémica. São exemplos: a presença no julgamento do P. Mário Pais de Oliveira nos dias 7 e 8 de janeiro de 1971, a homilia da paz de 1972 quando fala da teologia da guerra e inclui referências às «virtudes militares» dos capelães, o interdito à paróquia de Mozelos no dia 1 de janeiro de 1974. A mesma linha ética se manteve após o 25 de Abril do mesmo ano. É um período de escrita singularmente fecundo. O diálogo com a cultura moderna será o seu tema central desde 1976 até ao fim. Isto após os esclarecidos avisos aos portugueses, com apelos à tolerância e a denúncia dos novos perigos pós-revolucionários. Dentro da Igreja, a crítica aos cristãos pelo socialismo demonstrou o homem da fidelidade à memória doutrinal da Igreja (ver Cristianismo, Liberdade e Socialização, in Igreja e Missão, 75/76 (1975) 305/330). A partir de 1978, notam-se algumas reações do clero com posições mais irrequietas e radicais. Nos anos oitenta, diminuem os momentos de intervenção.

### Os últimos anos

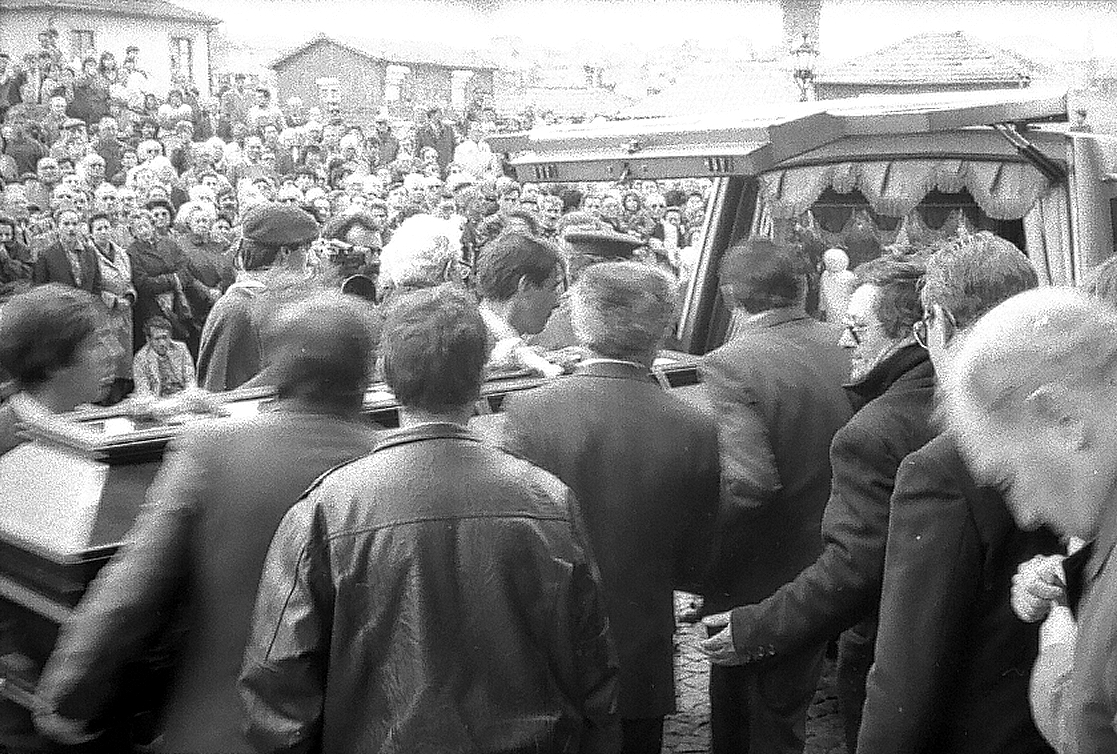
Funeral de D. António Ferreira Gomes em 1989

Escolhe mais uma vez, o dia 2 de maio de 1982 – passados trinta e quatro anos da sua ordenação sacerdotal – para se despedir do seu rebanho do Porto e ir viver para a Quinta da Mão Poderosa, casa da diocese em Ermesinde. Aí viveu discretamente e morreu serenamente. Aí escreveu as Cartas ao Papa e previa escrever um volume de Provas, mas a falta progressiva da visão e a morte do Secretário, Cónego Rebelo, fizeram-no desistir. Em 1986, esteve presente na RTP, onde afirmou em longa entrevista: «eu professo que Deus é o Senhor da História e que a História tem sentido».

### O testamento
Deixou testamento, redigido em 21 de agosto de 1977. Testemunha o desprendimento nobre e a pobreza essencial que nortearam a sua vida e revela a criação da Fundação Spes, com fins benéficos, educativos e culturais.

## A obra
Nenhum dos seus escritos foge ao carácter pastoral. Não escreveu tratados temáticos nem manuais. O conjunto da sua obra proporciona critérios bem alicerçados para os ouvintes ficarem habilitados no discernimento da realidade e da história segundo os princípios do humanismo personalista cristão. Uma ou outra vez, acedeu a insistências para escrever textos introdutórios. Um deles é a Saudação para a Lusitania Sacra (1 (1956) 7–15). Aqui, critica o historicismo como naufrágio da história, lança alguns desafios para o fazer de uma «história arquitectónica», como combinação de ciência, arte e filosofia. A História devia chegar a «disciplina total», compreender e respeitar a tradição por consideração para com a vida e traçar visões panorâmicas de conjunto, irradiar uma profunda filosofia da história.
Várias vezes desenhou perfis com a densidade própria da visão alargada, que é seu timbre. É o caso, por exemplo, de D. António Barroso e de D. António Castro Meireles.
O drama Herói e Santo (1931) sobre a vida do beato Nuno é a sua estreia literária. Se é falho de valor dramatúrgico, embora escrito com intenção pedagógica para os alunos do Seminário, quer, já então, sugerir uma nova interpretação do Condestável, levantada de novo em Coimbra, em 1974. Teve pena que ninguém lhe confirmasse ou rebatesse a tese sugerida. Uma conferência, pronunciada na sede da Justiça e Paz de Coimbra, tem por título Os direitos do homem na tradição portuguesa antiga. É um contributo para conhecer melhor a tradição cristã em Portugal. O longo e belo Pórtico à 3.ª edição (1969) dos Contos Exemplares de Sophia de Mello Breyner Andresen é uma profunda e erudita reflexão de teor histórico. Considera o bispo que Sophia chega à verdade não pela via platónica grega, mas pela paixão invoca o mistério e a transcendência do ser humano, ao modo católico.
A distância do tempo ajudará a estabelecer a verdadeira estatura deste vulto. Para tal, contribuirá a publicação de textos que a Fundação Spes tem vindo a dar à luz.
O discurso de D. António Ferreira Gomes «entre Revelação/Tradição e Modernidade/História» (A. Pinho), ficará em amálgama com o testemunho vivido em nobre serviço à liberdade superior do homem, a interpelar o presente. A concluir fiquem, por isso, as suas próprias palavras: «O homem existe, cumpre-se e pensa-se na história. E a história não existe, faz-se. É o homem que a faz e escreve; mas também é ela, feita e escrita, que faz o homem…». Assim quisemos.
Perante a pergunta: “seremos nós os homens do fim?” (Cartas, p. 139), o Bispo de Portalegre e do Porto assume uma atitude de profissão de fé nestes termos: “Penso e creio que a História tem um sentido, que o tempo é um dom de Deus e que os sucessivos avatares de encarnação […] são passos […] que sustentam o templo de Deus altíssimo” (Cartas, p. 147). Ou mais adiante: "cremos e professamos que o Bem supera o mal, que onde abundou o pecado superabundou a Redenção e que no fim o Bem triunfará. É isto que dá sentido à história” (Cartas, p. 148). Aceitou livremente a morte com plena lucidez, a 13 de abril de 1989. Também no seu fim adere à realidade e vive o último traço do seu itinerário com pleno humanismo cristão.
A figura do bispo portuense é emblemática não só por ter pago com dez anos de exílio (1959–1969) o seu amor à verdade, a sua fidelidade à doutrina social da Igreja, mas por ser um grande homem do pensamento português, pela inovação com que lê a tradição nacional. O ter aliado a intervenção da reflexão com a vivência do testemunho guindam o perfil da sua estatura moral a um nível fora do comum. Faz doutrina ao longo de quase quarenta anos, variando de temas segundo a realidade que tinha diante e a partir das referências da renovação da doutrina cristã, desde Pio XII ao Concílio, desde São Tomás a Rahner. Reflete, como poucos, o caráter ético da busca da verdade, em diálogo e confronto com os grandes “mestres da suspeita” como Nietzche, Marx e Freud.
Homem livre, configurando a liberdade em referência ao Absoluto, defende os direitos humanos em tom profético, com intransigência de génio. Entusiasma-se com o II Concílio do Vaticano e percebe as resistências interiores à mudança de perspetiva, exigida pelo fim do constantinismo. A dimensão sociopolítica das suas reflexões integra-se perfeitamente e unicamente na missão pastoral da Igreja. Foi sempre impulsionado pelo dever de bispo que abriu caminho a um diálogo com a cultura contemporânea, consciente e atento observador das suas manifestações concretas no viver da sociedade. O diálogo crítico que entabulou com a modernidade partiu da novidade do evento Jesus Cristo, pela ligação entre história e Revelação acontecida nele. Ao caminhar para uma civilização de liberdade e de amor, como meta da história, estava ciente do mundo ecuménico e pluralista e lançava pontes para uma relação entre cultura e transcendência.

## Homenagens
- Uma estátua do escultor Arlindo Rocha foi colocada em frente da Torre dos Clérigos, ex-libris do Porto. Outra obra, da escultora Irene Vilar, comemora a presença do ilustre prelado na sua terra natal.
- Foi agraciado a 22 de abril de 1980 com a Grã-Cruz da Ordem da Liberdade e a 20 de abril de 2017, a título póstumo, com a Grã-Cruz da Ordem Militar de Sant'Iago da Espada.[3]
- A 20 de maio de 1982, foi homenageado na Assembleia da República.
- Foi iniciada recentemente uma página no Facebook dedicada ao início do processo de beatificação de D. António Ferreira Gomes.[4]

## Obras
- Pró-memória (Carta a Salazar) (1958)[5]
- Homilias da paz (1970–1982). Porto, Fundação Spes, 1999. ISBN 972-98147-0-8
- Pareceu ao Espírito Santo… e a nós?! Porto, Fundação Spes, 2000. ISBN 972-98147-2-4
- Reconciliação: caminho para a paz. Porto, Fundação Spes, 2000. ISBN 972-98147-3-2
- Escritos pastorais de Portalegre. Porto, Fundação Spes, 2001. ISBN 972-98147-4-0
- Igreja na vida pública: catolicismo português e historicidade. Porto, Fundação Spes, 2003. ISBN 972-98147-5-9
- FERREIRA, Manuel de Pinho – A Igreja e o Estado Novo na obra de D. António Ferreira Gomes. Porto: Fundação Spes, 2004. 672 pág..
- Ser cristão na sociedade, aqui e no futuro. Actas do Congresso Internacional. Porto: Fundação Spes, 2006. 261 pág..
- Ser bispo conciliar no exílio (1959–1969). Porto: Fundação Spes, 2007. 261 pág..
- Provas. A outra face da situação e dos factos do caso do Bispo do Porto. Porto: Fundação Spes, 2008. 268 pág..
- Para uma civilização de amor e liberdade. Homilias Pascais, 1974–1982. Porto: Fundação Spes, 2008. 208 pág..